# セレン光電池
セレン光電池は、セレンを使用して光から電気に変換する太陽電池。

## 概要
セレン(Se)はバンドギャップ約1.74 eVをもつ半導体であり、通常P型の導電性を示す。セレンに整流作用があることは古くから知られており、シリコン整流器が登場する前は整流素子として使用されたり、複写機の感光体等に使用されていた。1883年アメリカの発明家チャールズ・フリッツ(Charles Fritts)により世界初の太陽電池が作られた。

## 用途
変換効率は低いものの、分光比感度曲線が銀塩フィルムに近いので露出計に使用されてきた。近年ではセレンを含む太陽電池としてCIGS太陽電池が実用化されている。

## 原理
セレンと金属との界面(ショットキー接合)に光を照射する事で発電する。

## 特徴
- 製造法は比較的容易で従来のシリコン系太陽電池よりも低コストで製造可能。
- 変換効率は1%程度[2]
- セレンは資源が偏在して可採埋蔵量に限りがある。
- セレンには毒性があるので取り扱いには注意が必要。